# Michiel Hendryckx
Michiel Hendryckx (Adinkerke, 19 november 1951) is een Belgisch persfotograaf, journalist, schrijver en televisiefiguur.

## Levensloop
Hendryckx bracht zijn jeugd door in De Panne. Sinds 1969 woont hij in Gent. Na de humaniora ging hij aan de Gentse Academie fotografie studeren. Reeds tijdens zijn opleiding was hij actief als persfotograaf voor de krant De Gentenaar. In 1978 kwam hij in vaste dienst bij de Vlaamse Uitgeversmaatschappij (VUM). In hetzelfde jaar kreeg hij een parttimeopdracht als docent fotografie aan de Gentse Academie.
Gedurende de jaren '80 was hij een centrale figuur in het Gentse wereldje van vernieuwende kunst en cultuur. Hij maakte theaterfoto's voor onder meer het Nieuwpoorttheater en het Etherisch Strijkensemble Parisiana, de performancegroep rond Eric De Volder. Hendryckx was ook zelf lid van Parisiana, net als Johan Dehollander, Arne Sierens en Dirk Pauwels. In 1986–1987 begon de samenwerking met de grafisch kunstenaar en illustrator Gert Dooreman, die mede dankzij Hendryckx kennismaakte met de basisprincipes van de typografie en snel zou uitgroeien tot een van Vlaanderens belangrijkste grafisch ontwerpers. Ook vormde Hendryckx een kunstenaarsduo met de barkeeper-kunstenaar (en latere theatermaker) Johan Dehollander; als Hendryckx & Dehollander exposeerden zij rond 1990 conceptuele fotowerken in onder meer galerie Foncke en het Museum van Hedendaagse Kunst in Gent. Enkele jaren later introduceerde Dehollander, die inmiddels als acteur-regisseur voor de Blauwe Maandag Compagnie werkte, Hendryckx bij dit theatergezelschap. Dat leidde tot een reeks opmerkelijke affiches en programmaboekjes, gemaakt in samenwerking met ontwerper Gert Dooreman en gebaseerd op meer dan levensgrote portretten van de acteurs van de Blauwe Maandag Compagnie.
In 1991 nam Hendryckx een sabbatjaar. Over de voetreis die hij tijdens dat jaar maakte, deels in gezelschap van een muilezel, verscheen in 1992 het 'jongensboek' Twee Ezels.
In 1992 verliet hij de redactie van De Gentenaar en ging hij voor de VUM-krant De Standaard werken. Gedurende bijna tien jaar was hij fotoredacteur (en zelfs even redactiechef) van het DS-magazine. Sinds 2001 werkt hij als gewoon fotograaf voor De Standaard. Vanaf 2012 heeft Hendryckx in het DSweekblad, dat op zaterdag samen met De Standaard verschijnt, een wekelijkse fotocolumn. Uitgaande van een plek vertelt Altijd Ergens telkens een verhaal. De eerste twee jaargangen werden gebundeld.
In De Laatste Show had Hendryckx de rubriek "De Ziener" waarbij hij commentaar gaf bij beelden in het nieuws. In het VRT-programma De bende van Wim maakte Hendryckx met musicus Jean Blaute en acteur Wim Opbrouck als motorrijder een ronde van Europa.
In 2001 stelde hij een boek over Gent samen: Een mus in klei. Uit het geheugen van een stad.
Voor Canvas maakte Hendryckx het 10-delige reisprogramma Het Bourgondisch complot (2005), waarin hij met een vrachtboot vanuit Gent over de binnenwateren naar Bourgondië voer.
In 2007 publiceerde hij in Het mooiste licht is tegenlicht, een becommentarieerde keuze uit eigen fotowerk.
In 2009 verscheen naar aanleiding van de najaarstentoonstelling in het Antwerpse FotoMuseum Dolen, onderweg in Europa.
Naast zijn fotowerk is Hendryckx ook actief als radiomaker. In 2011 reisde hij voor Klara – honderd jaar na datum – door Frankrijk, Cyriel Buysse achterna. Onder de titel De Vroolijke Tocht verzorgde hij een heruitgave van Buysse's autoreizen.
In 2012 reisde de fotograaf samen met The Dark Rumours door Vlaanderen voor een dertigtal voorstellingen van het theaterprogramma Kijk en Luister.
Nog in 2012 ging hij zes weken in de Japanse stad Wakayama wonen. Over die reis verscheen het e-boek Een analfabeet in Japan.
In 2014 maakte hij voor Klara een tweedelige radioreeks over de Gentse oorlogsjaren van de Duitse soldaat Heinrich Wandt. Na de Eerste Wereldoorlog publiceerde Wandt een geruchtmakende antimilitaristische kroniek over de Duitse bezetting. Voor de heruitgave onder de titel Het frontparadijs : oorlogsrelaas van een Duitse soldaat in Gent schreef Hendryckx een uitgebreide inleiding.
In 2015 werkte hij mee aan de STAM-tentoonstelling Het verloren koninkrijk: Willem I en België.
In 2015 schreef hij de novelle De tuin van Maigret, het boekenweekgeschenk voor de vereniging van de Vlaamse onafhankelijke boekhandels.
In 2017 publiceerde hij het fotoboek Het verlangen naar Frankrijk. Van maart tot mei liep in de refter van de Gentse Sint-Baafsabdij een tentoonstelling onder dezelfde naam die net geen 25.000 bezoekers lokte.
In 2018 werkt Michiel Hendryckx samen met Archief Gent aan een boek uit over een topstuk uit de archiefcollectie: het Kriegsalbum van Gent. Deze publicatie was het sluitstuk van een groter project waarbij de historische fotocollectie opnieuw en gedetailleerder werd beschreven, opnieuw werd verpakt om de bewaring voor toekomstige generaties te garanderen en volgens de hedendaagse standaarden werd gedigitaliseerd.

## Trivia
- Hendryckx fotografeerde onder meer Chet Baker, Harry Mulisch, Herman van Veen, Allen Ginsberg en Dimitri Verhulst.
- In de Gentse vertaling van het Kuifjealbum De juwelen van Bianca Castafiore – De biezjoes van Bianca Castafiore - heet de fotograaf van het weekblad Dag Iederien Michel Henderickx.
- In 2003 nam Hendryckx deel aan het eerste seizoen van De Slimste Mens ter Wereld. Na drie sessies moest hij de quiz verlaten.

## Galerij

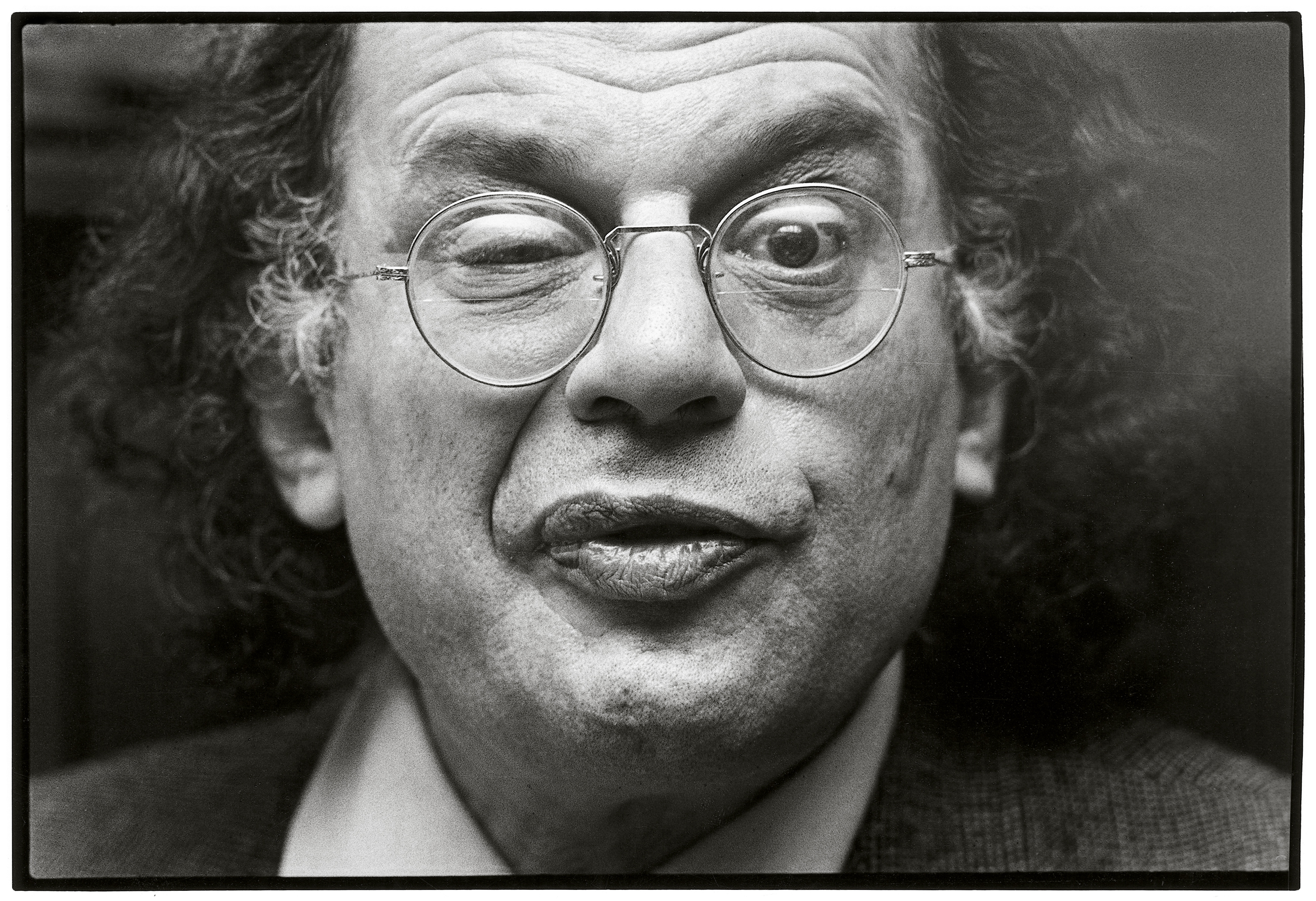
Allen Ginsberg (1979)
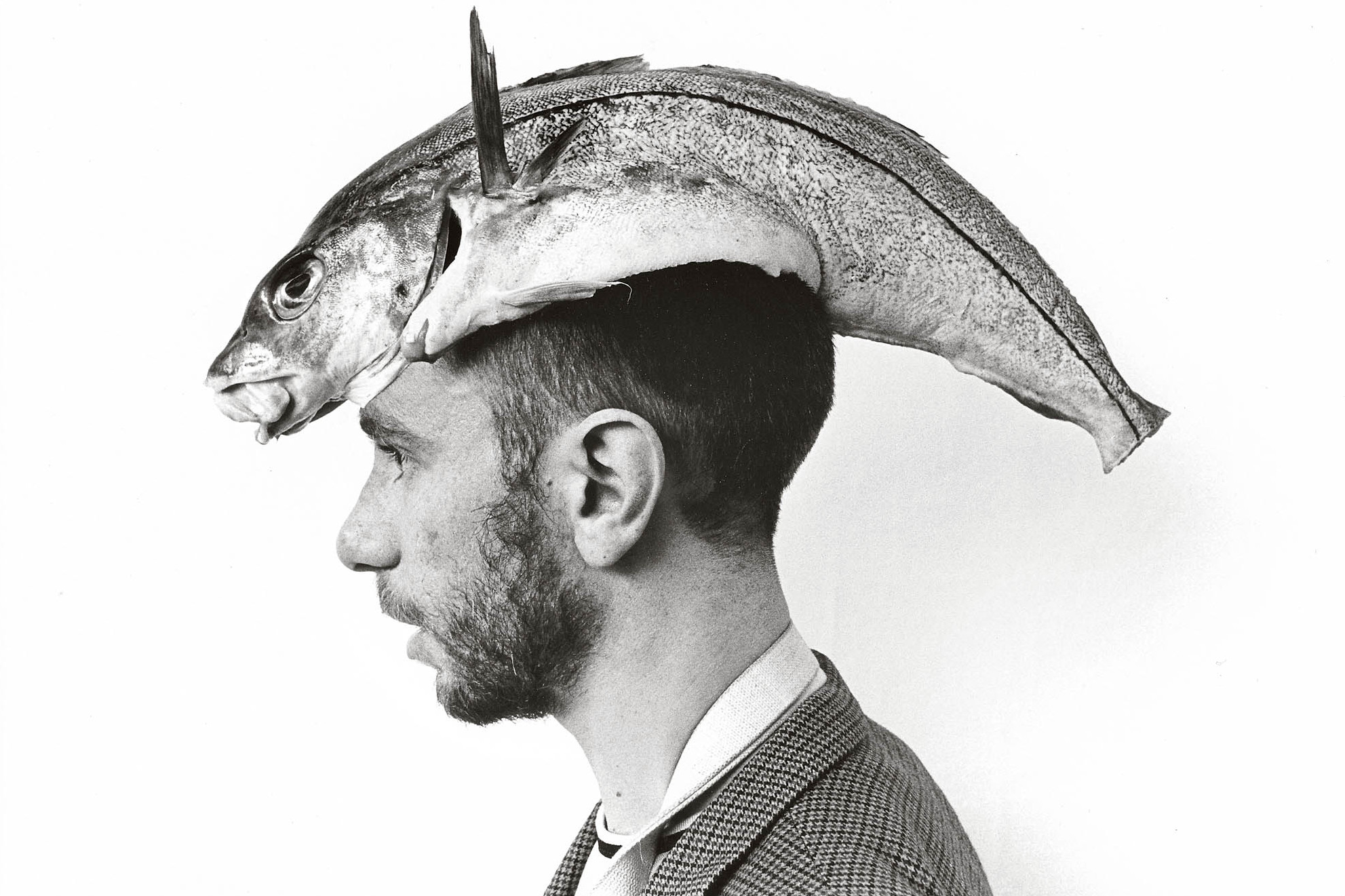
Eric De Volder (1979)
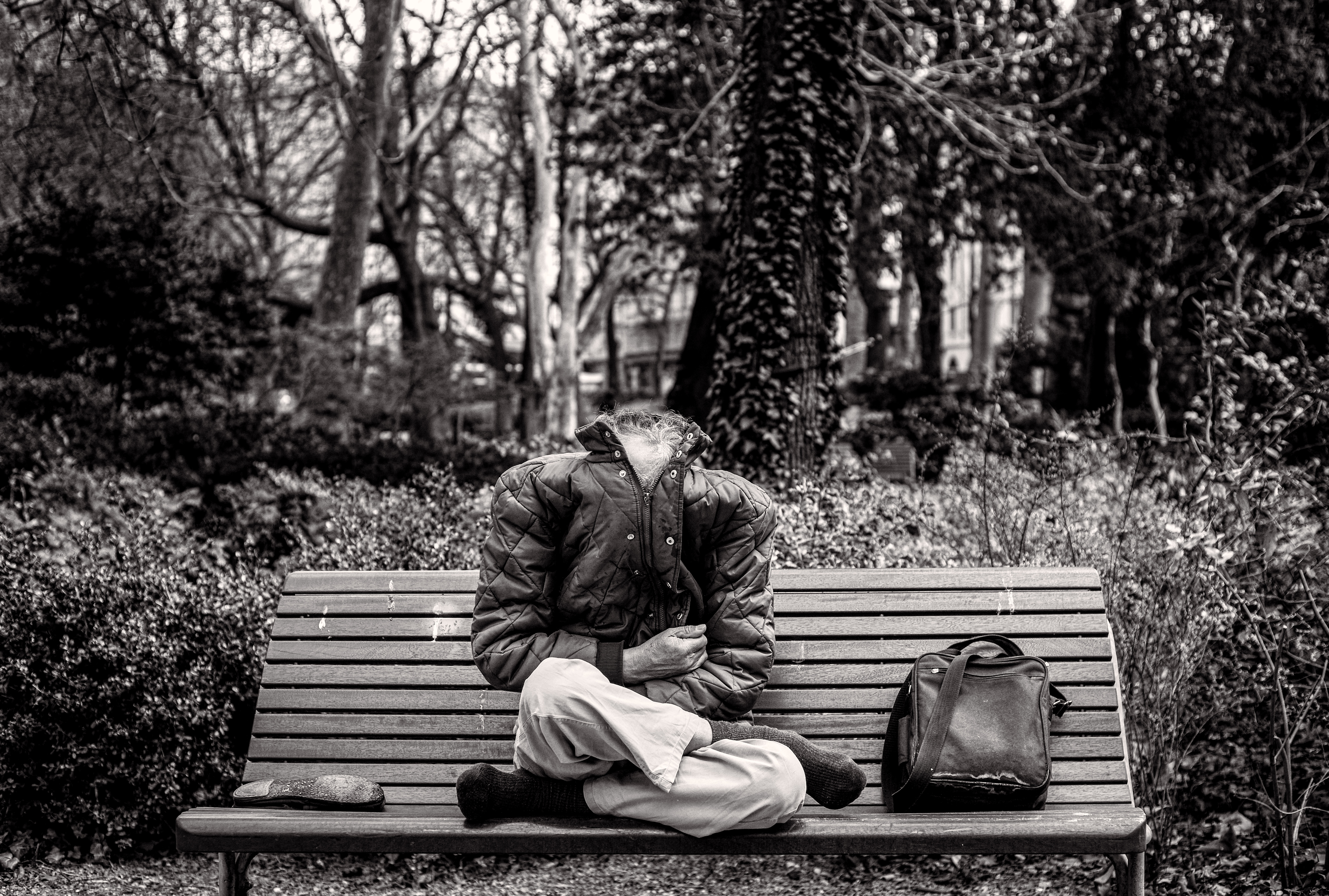
Trieste uit Dolen, Onderweg in Europa 2009
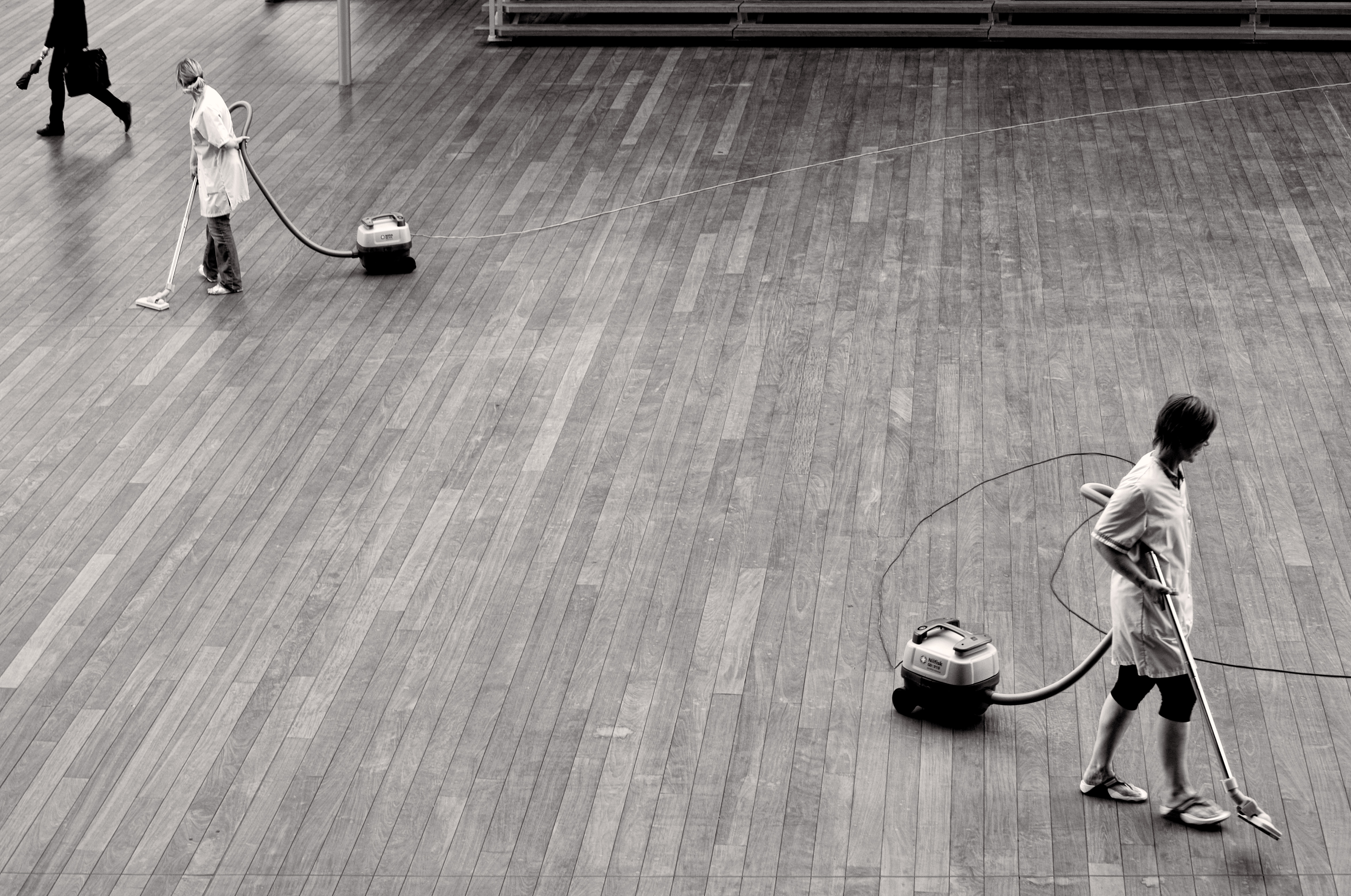
Gerechtsgebouw Antwerpen, uit Dolen, Onderweg in Europa 2009
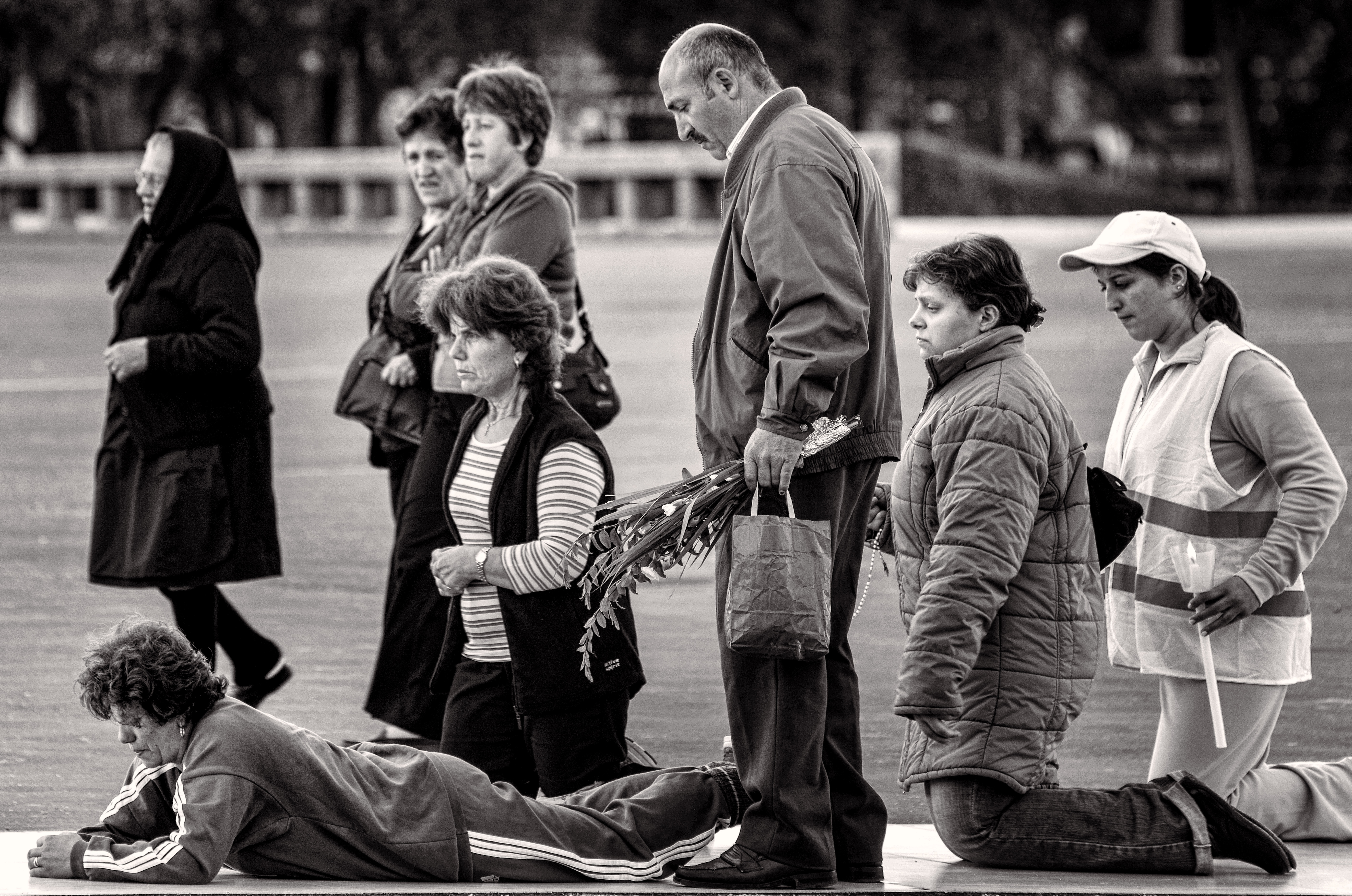
Fátima uit Dolen, onderweg in Europa 2009
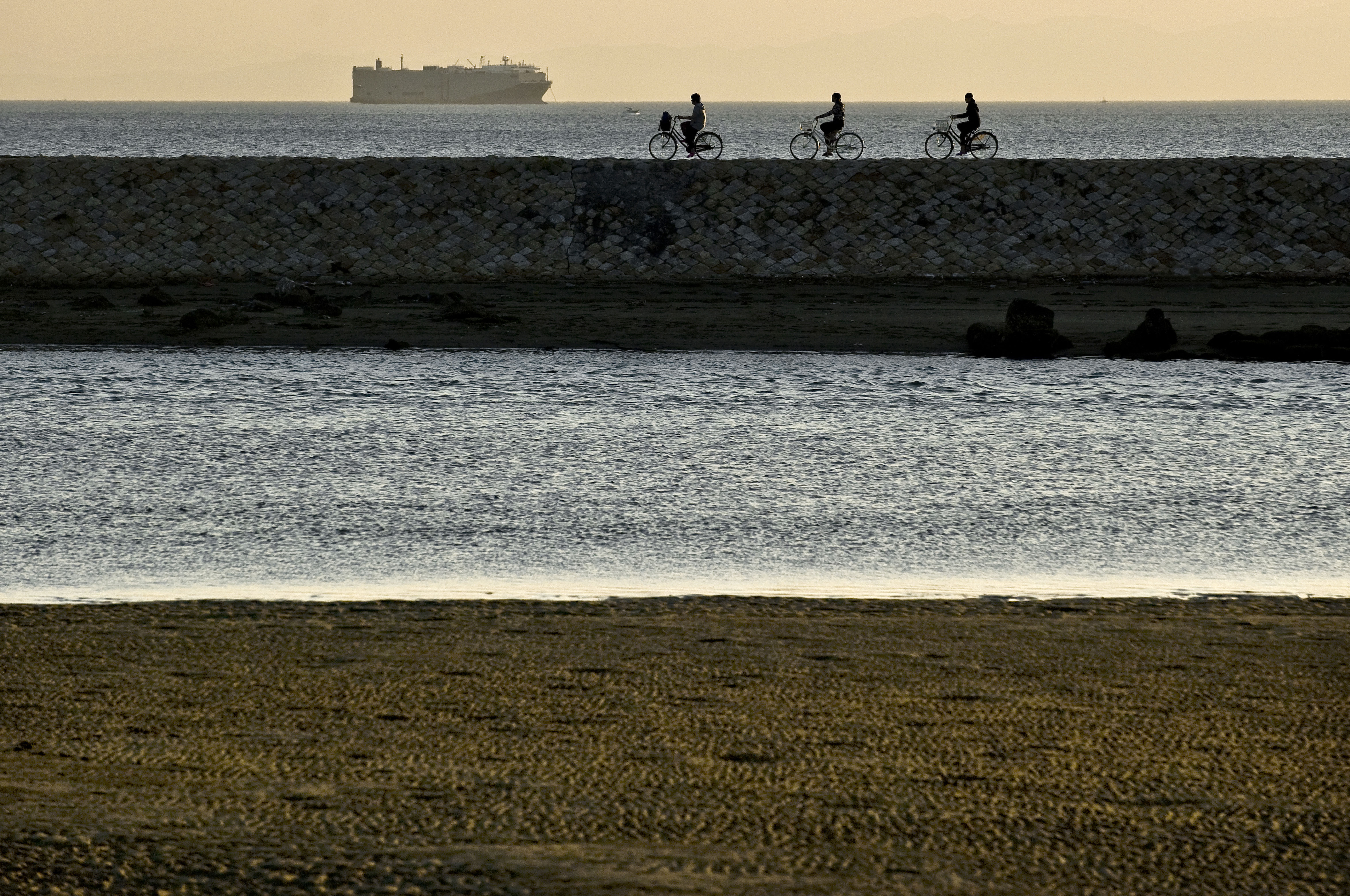
Wakayama, scholieren fietsen bij valavond naar huis, uit Een analfabeet in Japan 2012
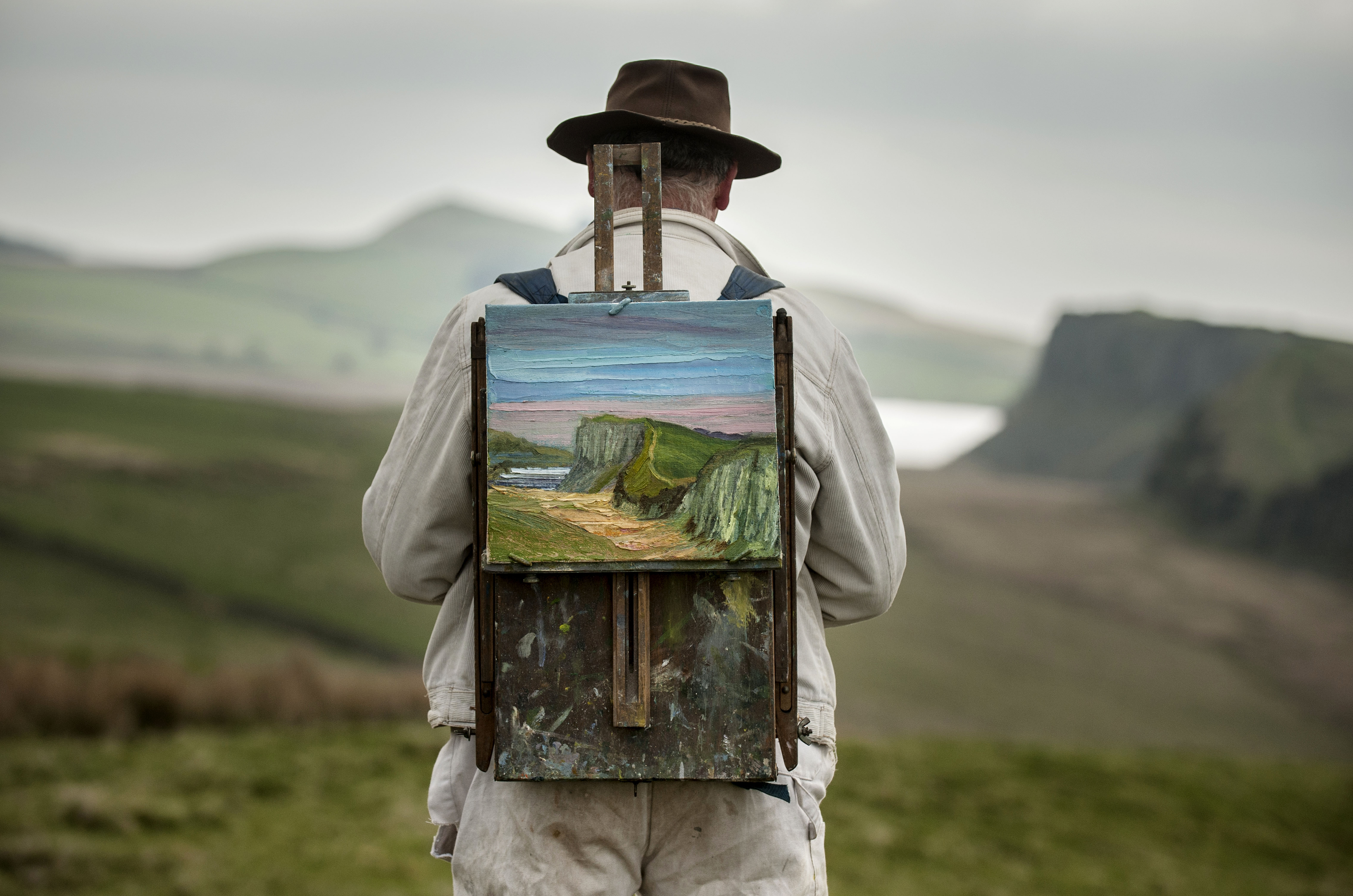
Landschapsschilder Harry D. Hall - Haltwhistle Northumberland
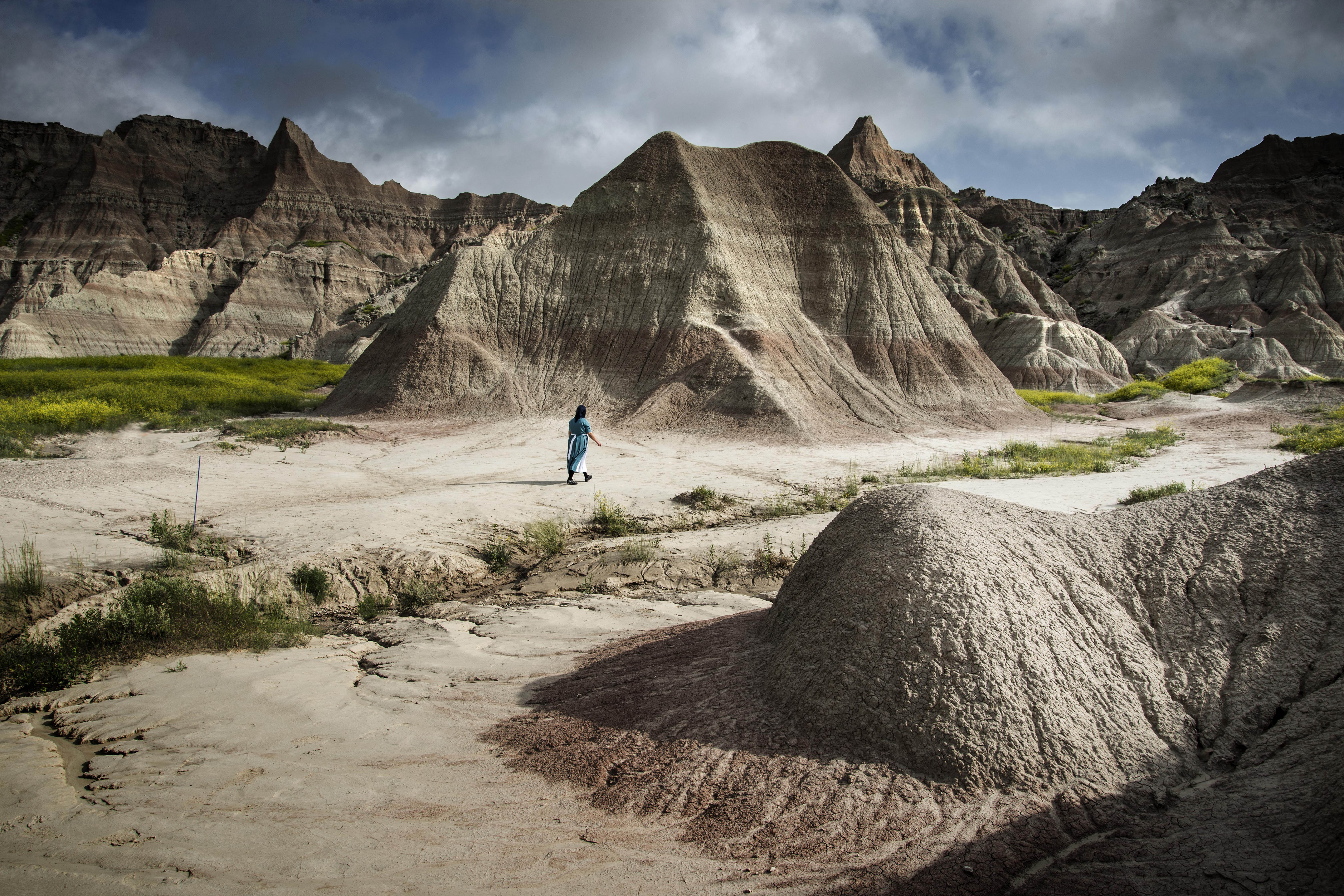
Badlands National Park - Saddle Pass Trailhead - Altijd Ergens 2014
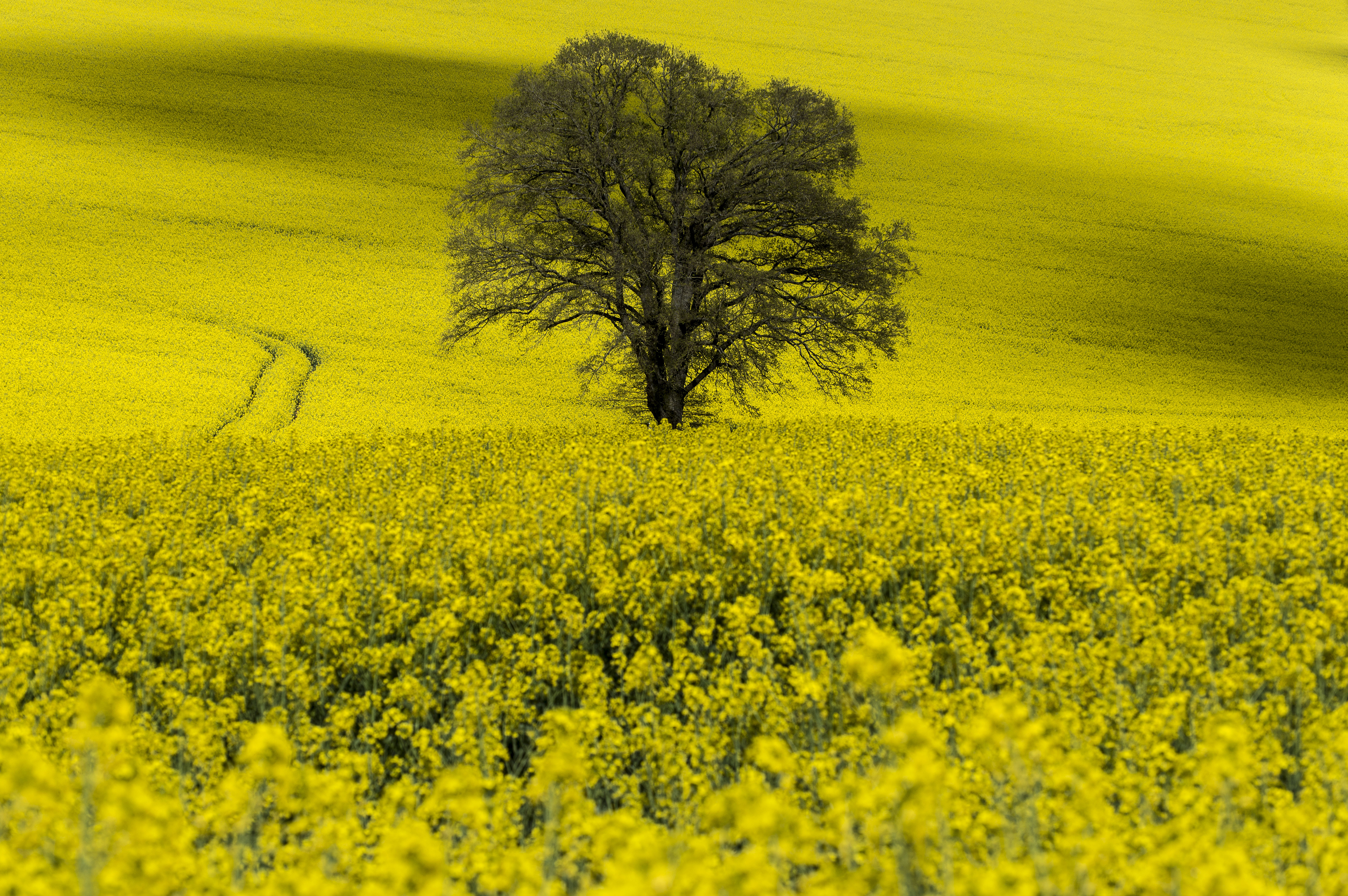
Zomereik bij Fromeréville-les-Vallons - Het verlangen naar Frankrijk 2017
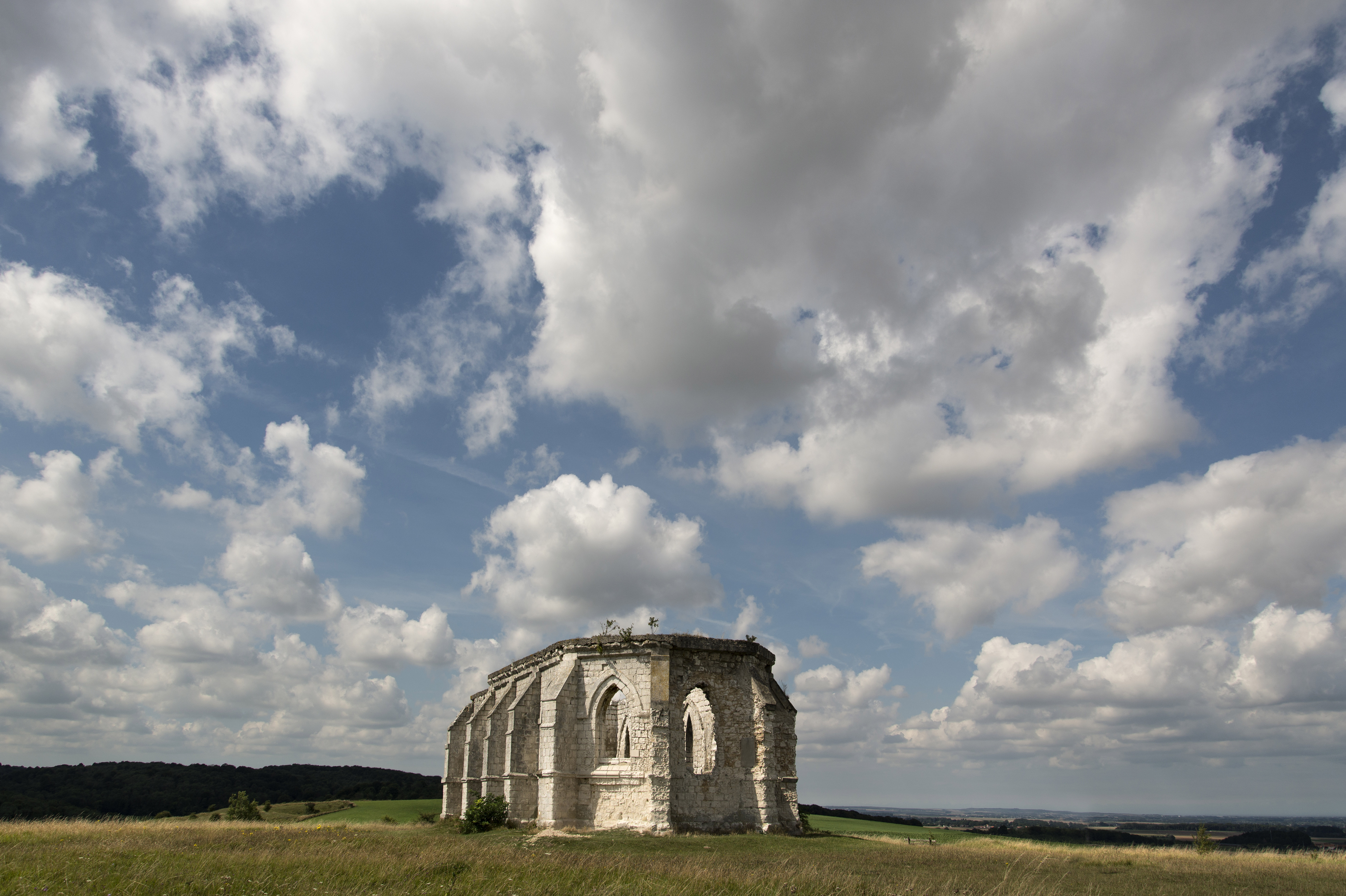
Chapelle Saint-Louis bij Tournehem-sur-la-Hem - Altijd Ergens 2015
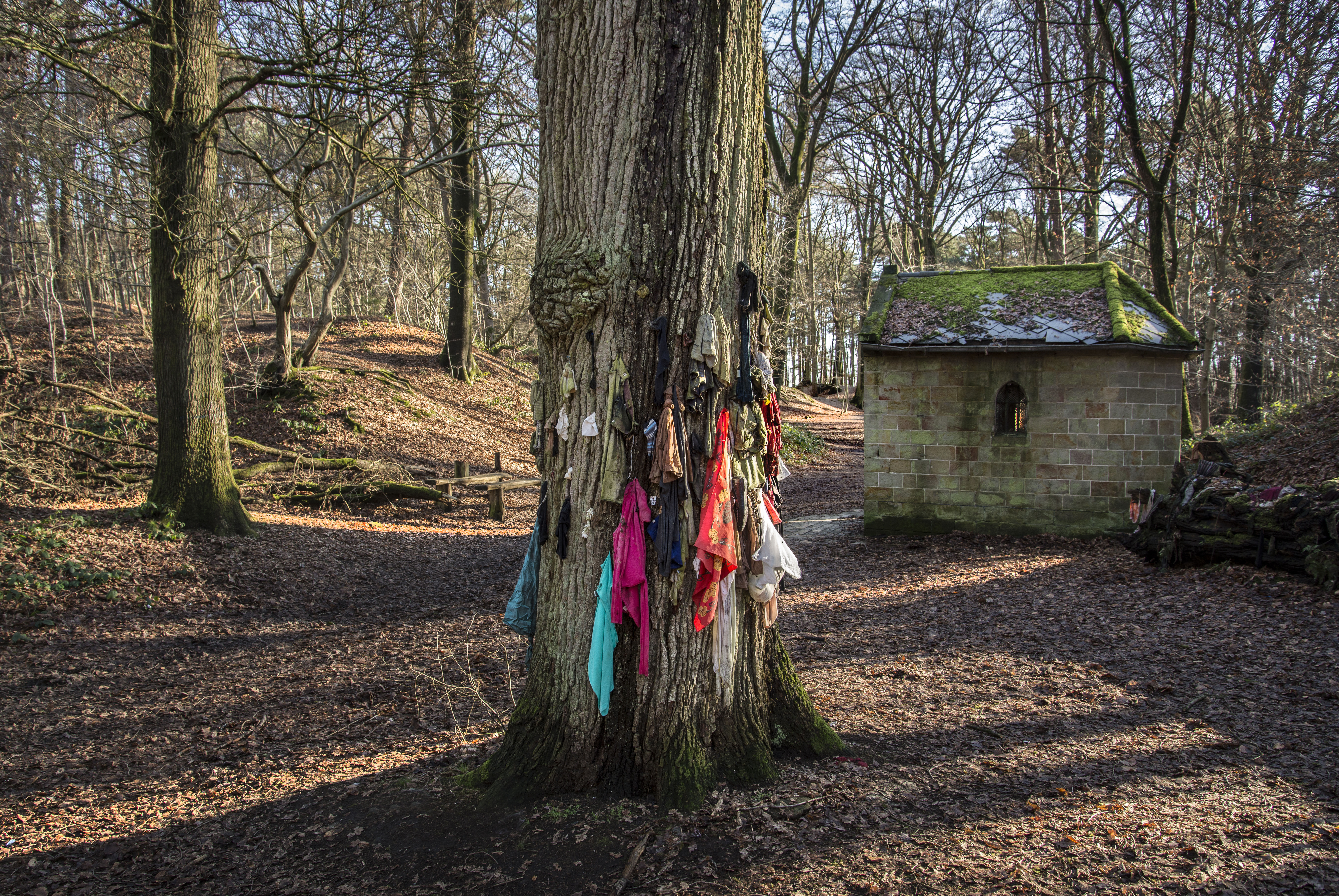
Lapjes- of spijkerboom bij Stambruges - Altijd Ergens 2016